# Technika Lamaze'a
Technika Lamaze'a – metoda psychoprofilaktycznego przygotowania ciężarnej do porodu na płaszczyźnie fizycznej i psychicznej. 
Technika ta została opracowana przez francuskiego lekarza, Fernanda Lamaze'a. Nazwał on ją "porodem bez bólu za pomocą psychoprofilaktyki". Według niego na podwyższenie progu bólowego korzystny wpływ mają takie czynniki, jak podstawowa wiedza na temat przebiegu porodu, usprawnienie nerwowo-mięśniowe i wyuczenie rodzenia. Dzięki temu kobieta kontroluje odczuwanie bólu lub nawet jest w stanie wyprzeć go ze swojej świadomości, skupiając uwagę na bardziej istotnej sprawie, jaką jest posiadanie dziecka.
Lamaze twierdził, że rodząca kobieta jest w stanie zablokować przekazywanie wrażeń bólowych z macicy do mózgu, koncentrując się na bodźcach, które odciągają jej uwagę, np. kontrola oddychania lub patrzenie w jeden, określony punkt.